# 1997년 벤쿠버 국제 영화제
제16회 벤쿠버 국제 영화제는 1997년 9월 26일에 열린 시상식이다.

## 수상 및 후보

### 캐나다영화인기상
- 공중 정원 - 톰 피츠제럴드 수상

### 국제영화인기상
- 비욘드 사일런스 - 카롤리네 링크 수상